# 卡尤加縣
卡尤加縣（英語：Cayuga County）是美國紐約州中西部的一個縣，北鄰安大略湖。面積2,237平方公里。2010年人口80,026。縣治奧本。卡尤加縣成立於1799年，縣名來自易洛魁聯盟的成員之一卡尤加人。
卡尤加縣構成紐約州奧本市的小都會統計區，該地區也包括在紐約州錫拉丘茲－奧本聯合統計區。
1. ↑  . United States Census Bureau.   [January 2, 2022]. （原始内容存档于2022-09-20）.
2. ↑  . United States Census Bureau.   [2013-10-11]. （原始内容存档于2015-09-05）.
3. ↑  . National Association of Counties.   [2011-06-07]. （原始内容存档于2012-07-12）. |url-status=和|dead-url=只需其一 (帮助)